# Еміліо Альварес (футболіст)
Еміліо Альварес (ісп. Emilio Wálter Álvarez Silva, 10 лютого 1939, Монтевідео — 22 квітня 2010, Монтевідео) — уругвайський футболіст, що грав на позиції захисника. Виступав, зокрема, за клуб «Насьйональ», а також національну збірну Уругваю.

## Клубна кар'єра
Футболом розпочав займатися 1954 року в молодіжній команді «Насьйоналя», згодом переведений до першої команди. У Прімера Дивізіоні Уругваю дебютував 1959 року під керівництвом тренера Ондіно Віери, у футболці «Насьйоналя» виступав до 1970 року. За вище вказаний період часу зіграв рекордні для клубу 511 матчів. Виступав, здебільшого, на позиції центрального або лівого захисника. Разом з командою у перші роки професіональної кар'єри не завоював жодного трофею. З 1960 року разом з Троче, Тайбо або Сосою Захист «Ельфів з Ріо-де-ла-Плата». З «Болсосом» виграв чемпіонат Уругваю в 1963, 1966, 1969 та 1970 роках. У 1964 та 1967 році разом з командою грав у фіналі Кубку американських чемпіонів та Кубку Лібертадорес відповідно. Протягом більшої частини кар'єри в «Насьйоналі» був капітаном команди.
У «1971 році перейшов у Суд Америка». Потім грав у Венесуелі, де 1973 року завершив кар'єру футболіста. Останнім клубом була «Валенсія». У 1964 році підписував контракт зі столичним венесуельським клубом «Депортіво Португес», але не відомо чи грав уругваєць за нього.

## Виступи за збірну
1960 року дебютував в офіційних матчах у складі національної збірної Уругваю. У складі збірної був учасником чемпіонату світу 1962 року у Чилі, чемпіонату світу 1966 року в Англії. Загалом протягом кар'єри у національній команді, яка тривала 8 років, провів у її формі 18 матчів, забивши 1 гол.

## По завершенні кар'єри
Альваресу також дали прізвисько «Містер Вемблі», оскільки у 1963 році з нагоди сторіччя першого матчу англійського чемпіонату на лондонському стадіоні Вемблі отримав виклик до команди «Решта світу» як представник Уругваю. Після завершення кар'єри Альварес також працював функціонером у своєму колишньому клубі, «Насьйоналі».
Помер 22 квітня 2010 року на 72-му році життя у місті Монтевідео.

## Досягнення
«Насьйональ»
- Прімера Дивізіон Уругваю
  -  Чемпіон (4): 1963, 1966, 1969, 1970